# Île Geddes
L'île Geddes (en russe : Остров Гейдж, Ostrov Gueïdj) est une petite île de la terre François-Joseph.

## Géographie
Elle est située à 6 km au sud-ouest de l'île La Roncière et à 4 km au nord du cap nord-ouest de la Terre de Wilczek

## Histoire
L'île a été nommée en l'honneur du scientifique écossais Patrick Geddes. En 1899, elle est visitée par l'expédition américaine de Walter Wellman. En 1904, l'expédition d'Anthony Fiala la rebaptise île Hayden (Остров Гайдана) du nom du géologue américain Ferdinand Vandeveer Hayden.